# Салех, Юсеф
Юсеф Салех (дат. Yousef Salech; род. 17 января 2002, Хеллеруп, Копенгаген) — датский футболист, нападающий клуба «Кардифф Сити».

## Клубная карьера
На юношеском уровне выступал за «Скьольд» и «Хеллеруп». В составе последнего дебютировал во взрослом футболе в матче второго дивизиона против «АБ Гладсаксе» 4 июля 2020 года. В ноябре того же года подписал с клубом первый контракт.
28 июня 2021 года перешёл в «Брондбю», с которым подписал контракт, рассчитанный на четыре года. Первую игру за клуб в датской суперлиге провёл 1 мая 2022 года в игре против «Раннерса», появившись на поле на 73-й минуте вместо Марко Дивковича. В августе 2022 года на правах аренды до конца сезона отправился в «ХБ Кёге», выступающий в первом дивизионе. За время аренды принял участие 24 матчах чемпионата, в которых забил 15 мячей, заняв второе место в списке бомбардиров. В августе 2023 года отправился в аренду в бельгийский «Беверен».
22 февраля 2024 года стал игроком шведского «Сириуса», с которым заключил соглашение на пять лет. Первую игру за новый клуб провёл 4 марта в рамках группового этапа кубка Швеции против «Норрчёпинга». Салех вышел на поле с первых минут и на 85-й минуте встречи забил гол, который принёс его команде ничью.

## Клубная статистика
| Выступление      | Выступление         | Выступление      | Лига | Лига | Кубки | Кубки | Конт. кубки | Конт. кубки | Итого | Итого |
| Клуб             | Лига                | Сезон            | Игры | Голы | Игры  | Голы  | Игры        | Голы        | Игры  | Голы  |
| ---------------- | ------------------- | ---------------- | ---- | ---- | ----- | ----- | ----------- | ----------- | ----- | ----- |
| Хеллеруп         | 2-й дивизион        | 2020/21          | 25   | 7    | 1     | 0     | 0           | 0           | 26    | 7     |
| Хеллеруп         | Итого               | Итого            | 25   | 7    | 1     | 0     | 0           | 0           | 26    | 7     |
| Брондбю          | Суперлига           | 2021/22          | 2    | 0    | 0     | 0     | 0           | 0           | 2     | 0     |
| Брондбю          | Суперлига           | 2022/23          | 4    | 0    | 0     | 0     | 2           | 0           | 6     | 0     |
| Брондбю          | Суперлига           | 2023/24          | 3    | 0    | 0     | 0     | 0           | 0           | 3     | 0     |
| Брондбю          | Итого               | Итого            | 9    | 0    | 0     | 0     | 2           | 0           | 11    | 0     |
| → ХБ Кёге        | 1-й дивизион        | 2022/23          | 24   | 15   | 1     | 0     | 0           | 0           | 25    | 15    |
| → ХБ Кёге        | Итого               | Итого            | 24   | 15   | 1     | 0     | 0           | 0           | 25    | 15    |
| → Беверен        | Челленджер Про Лига | 2023/24          | 16   | 1    | 3     | 0     | 0           | 0           | 19    | 1     |
| → Беверен        | Итого               | Итого            | 16   | 1    | 3     | 0     | 0           | 0           | 19    | 1     |
| Сириус           | Алльсвенскан        | 2023             | 0    | 0    | 1     | 0     | 0           | 0           | 1     | 0     |
| Сириус           | Итого               | Итого            | 0    | 0    | 1     | 0     | 0           | 0           | 1     | 0     |
| Всего за карьеру | Всего за карьеру    | Всего за карьеру | 74   | 23   | 6     | 0     | 2           | 0           | 82    | 23    |